# Эолифон

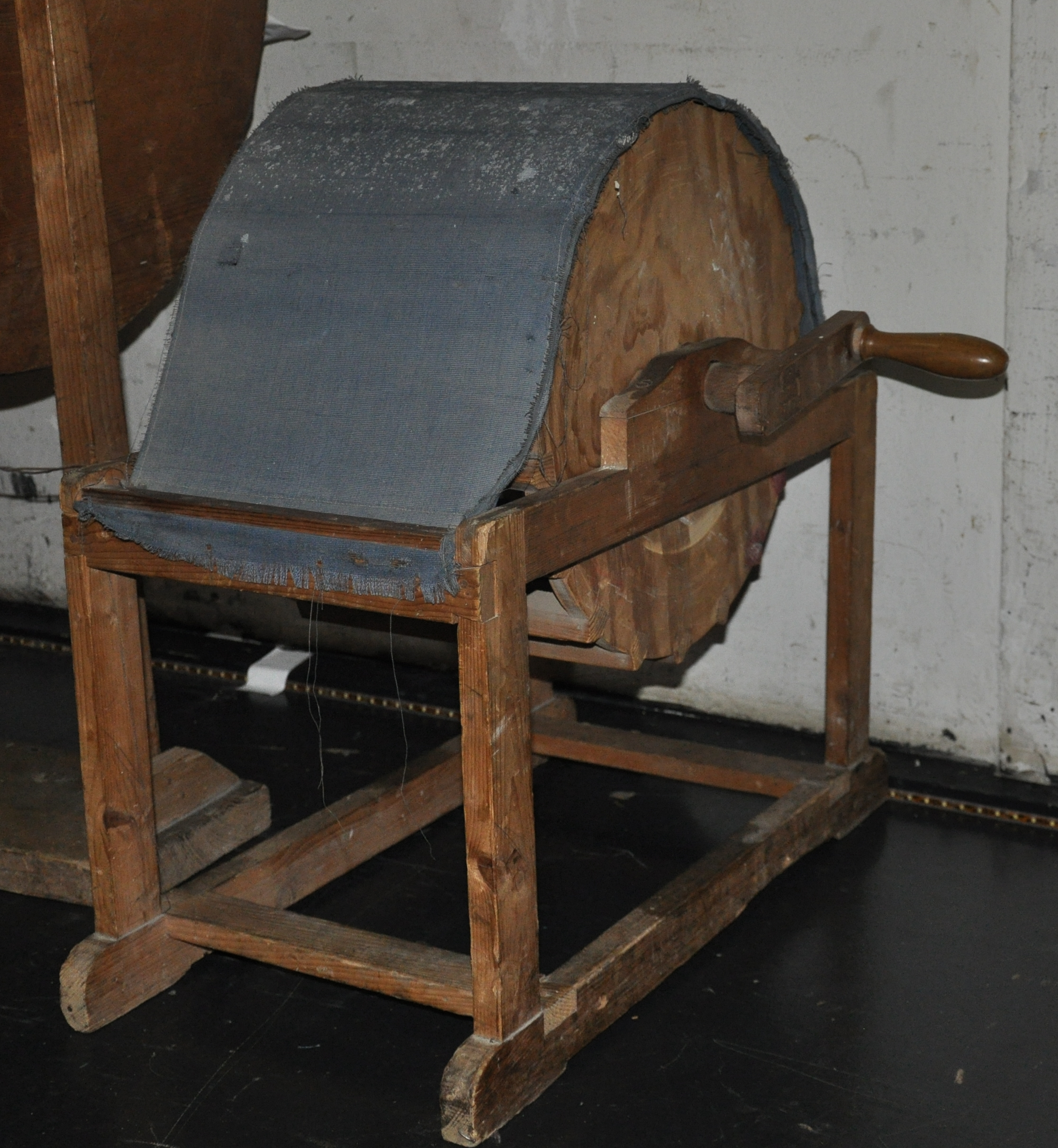
Ветряная машина (ок. 1900 г.) в музее концертного зала г. Равенсбург (ФРГ)

Эолифо́н, эолофо́н (фр. éoliphone, итал. eolifono, англ. aeoliphone), ветряная машина (англ. wind machine, нем. Windmaschine) — фрикционный шумовой инструмент (идиофон). Представляет собой цилиндрический барабан с насечками, закреплённый в жёсткой раме и покрытый какой-либо шелестящей материей. При вращении барабана (вручную либо с помощью электрического привода) эолофон издаёт звук, напоминающий завывание ветра.
До изобретения компьютеров эолофон широко использовался в театре и кино как устройство для создания специальных эффектов. В академической музыке (как прообраз инструментария конкретной музыки)  с той же целью его применяли Рихард Штраус (симфонические поэмы «Дон Кихот» [1897] и «Альпийская симфония» [1915]), Морис Равель (балет «Дафнис и Хлоя», 1912; опера «Дитя и волшебство», 1925), Дариюс Мийо (опера «Хоэфоры», 1915), Арнольд Шёнберг (оратория «Лестница Иакова», 1922), Ральф Воан-Уильямс (Седьмая симфония «Антарктическая», 1952; в пятой части) и другие композиторы.